# دانيال بوفه
دانيال بوفه (Daniel Bovet) ـ (23 مارس 1907 ـ 8 أبريل 1992) عالم أدوية إيطالي سويسري المولد، حصل على  جائزة نوبل في الطب لعام 1957 لاكتشافه عقاقير تثبط عمل بعض النواقل العصبية. كما يعرف باكتشافه لمضادات الهستامين ـ التي تستخدم لعلاج الأرجية ـ سنة 1937. شملت أبحاثه أيضاً أبحاثاً عن العلاج الكيميائي وعقاقير السلفا والجهاز العصبي الودي، وغير ذلك من مجالات دوائيات الجهاز العصبي.

## روابط خارجية
- دانيال بوفه على موقع الموسوعة البريطانية (الإنجليزية)
- دانيال بوفه على موقع مونزينجر (الألمانية)
- دانيال بوفه على موقع إن إن دي بي (الإنجليزية)